# Le Malin (1933)
Le Malin – francuski duży niszczyciel z okresu II wojny światowej.

## Historia budowy
„Le Malin” został zbudowany jako jeden z sześciu nowych dużych niszczycieli (w nomenklaturze francuskiej contre-torpilleurs) typu Le Fantasque dla Marine Nationale. Jednostki te były rozwinięciem wcześniejszych konstrukcji, określanych wspólną nazwą typu 2400-tonowego i były przeznaczone głównie do zwalczania lekkich sił nawodnych przeciwnika. Charakteryzowały się wielką szybkością (na próbach osiągały do 45 węzłów) przy przeciętnym zasięgu oraz silnym uzbrojeniem artyleryjskim i torpedowym.
Stępkę pod budowę „Le Malin” położono w stoczni Société Nouvelle des Forges et Chantiers de la Méditerranée w La Seyne-sur-Mer 16 listopada 1931 roku. Wodowanie niszczyciela miało miejsce 17 sierpnia 1933 roku, zaś wejście do służby 1 lipca 1936 roku.

## Przebieg służby
Na początku swojej służby w Marine Nationale „Le Malin”, wraz z bliźniaczymi „Le Triomphant” i „L'Indomptable” weszły w skład 8. Dywizjonu Lekkiego (franc.: Division Légère), bazującego w Breście. Razem z 10. Dywizjonem Lekkim, w którym służyły pozostałe trzy okręty typu Le Fantasque, tworzyły 2. Eskadrę Lekką, bazującą w Breście. Przed wybuchem II wojny światowej oba dywizjony przemianowano na dywizjony niszczycieli, zachowując dotychczasową numerację. W tym czasie „Le Malin” nosił numer burtowy „8” a następnie „X 82”.
W pierwszych miesiącach wojny „Le Malin” wraz z pozostałymi niszczycielami 2. Eskadry Lekkiej oraz pancernikami „Dunkerque” i „Strasbourg” prowadziły poszukiwania niemieckich rajderów na Oceanie Atlantyckim. Po agresji Niemiec na Norwegię w 1940 roku jednostki 8. Dywizjonu Niszczycieli zostały przebazowane do Rosyth i działały na obszarze Morza Północnego i przyległych cieśnin. W nocy z 23 na 24 kwietnia 1940 roku „Le Malin” brał udział w wypadzie przeciwko lekkim okrętom Kriegsmarine, w którym uszkodzenia odniósł „Le Triomphant”. Pozostałe dwa okręty dywizjony zostały wkrótce, w związku z groźbą ataku ze strony Włoch, przesunięte na wody Morza Śródziemnego.
Po zawieszeniu broni „Le Malin” pozostawał w porcie w Tulonie, wchodząc w skład sił podległych rządowi w Vichy. Po reorganizacji sił lekkich marynarki francuskiej znalazł się w 10. Dywizjonie Niszczycieli, z którym został wysłany do Dakaru. Podczas próby zajęcia tej bazy przez Brytyjczyków i siły Wolnych Francuzów w dniach 23-25 września 1940 roku „Le Malin” działał na redzie portu jako osłona francuskich krążowników. Pomimo ostrzału brytyjskich okrętów nie odniósł uszkodzeń (bliźniaczy „L'Audacieux” został poważnie uszkodzony i spłonął, tracąc 83 członków załogi).
Podczas lądowania wojsk amerykańskich w Maroku „Le Malin” stacjonował w Casablance, w pobliżu pancernika „Jean Bart”. Podczas ostrzału tego ostatniego przez pancernik US Navy USS „Massachusetts” niszczyciel został trafiony w maszynownię pociskiem kalibru 406 mm, co spowodowało jego zatonięcie przy nabrzeżu portowym. w 1943 roku został podniesiony z dna i prowizorycznie naprawiony, dzięki czemu możliwe stało się jego przeholowanie na remont i modernizację do Stanów Zjednoczonych.
Połączony z modernizacją remont niszczyciela trwał do grudnia 1943 roku. W trakcie jego trwania wzmocniono na jednostce uzbrojenie przeciwlotnicze, kosztem zdjęcia jednej potrójnej wyrzutni torpedowej oraz zainstalowano nowoczesne wyposażenie radiowe i radary produkcji amerykańskiej. Po ukończeniu modernizacji okręt został oficjalnie przeklasyfikowany na krążownik lekki i wraz z podobnie zmodernizowanymi „Le Fantasque” i „Le Terrible” działał na Morzu Śródziemnym. W tym czasie okręt otrzymał nowy numer burtowy „X 102”.
29 lutego 1944 roku, działając wspólnie z „Le Terrible”, okręty zatopiły niemiecki statek handlowy „Kapitän Diedrichsen” i eskortujący go okręt „UJ-201” (dawna włoska korweta „Egeria” typu Gabbiano). Następnie wspierał lądowanie Aliantów w południowej Francji w sierpniu 1944 roku. 5 września tegoż roku wspólnie z niszczycielem „USS Ludlow” zatopił trzy niemieckie żywe torpedy typu Marder.
25 grudnia 1944 roku w okolicach Neapolu „Le Malin” zderzył się przy dużej prędkości z bliźniaczym "Le Terrible", poważnie uszkadzając dziób aż do wysokości drugiej wieży artyleryjskiej. W wypadku tym zginęło 61 marynarzy na „Le Malin” (w tym członkowie załogi „Le Fanatsque” płynący na urlop) oraz 8 osób z załogi „Le Terrible”. Okręt został odstawiony do Tulonu na remont, który przeprowadzono przy użyciu części dziobowej niszczyciela „L'Indomptable” (zatopionego przez własną załogę 27 listopada 1942 roku). Po tym remoncie okręt wszedł ponownie do służby dopiero po zakończeniu działań wojennych.
W latach 1951–1952 „Le Malin” działał na wodach francuskich Indochin jako szybki eskortowiec towarzyszący lotniskowcowi „Arromanches”. Następnie został przeniesiony do rezerwy. Ostatecznie został skreślony z listy floty 3 lutego 1964 roku.